# Helicopsyche flinti
Helicopsyche flinti là một loài Trichoptera trong họ Helicopsychidae. Chúng phân bố ở vùng Tân nhiệt đới.